# سیارک ۴۸۴۲۲
سیارک ۴۸۴۲۲ (به انگلیسی: 48422 Schrade، نامگذاری:1988VN7) چهل و هشت هزار و چهارصد و بیست و دومین سیارک کشف شده‌است که در ۳ نوامبر ۱۹۸۸ کشف شد.